# 安德斯·弗里斯克
安德斯·弗里斯克（Anders Frisk，1963年2月18日—）是一名瑞典足球前球證，現時是保險經紀。
費斯克於1978年開始執法，1989年首次為瑞典聯賽執法。1991年，費斯克獲選擔任歐洲U16足球錦標賽決賽周的主裁判。費斯克年僅28歲就成為了國際球證，首次執法的國際賽事是1991年7月17日冰島對土耳其的賽事。
2005年3月，費斯克因執法車路士對巴塞隆拿的歐聯賽事，其執法偏袒切尔西引起爭議，令費斯克大受傳媒抨擊，最終費斯克決定退出執法生涯。